# Свирские огни
Сви́рские огни́ — еженедельная газета (выходила дважды в неделю; ныне: 1 раз в неделю), официальный печатный орган городской (город Подпорожье) и районной администраций; указанный в выходных данных тираж — 4000 экз. (по состоянию на 2010 г.)

## Этимология
Город Подпорожье, где выпускается газета, расположен на северо-востоке Ленинградской области, в северо-западной части Подпорожского района на берегах реки Свирь.

## История
Газета издаётся с 1931 года (по некоторым данным, в 1931-1932 называлась «Подпорожская правда», в 1933-1991 — «Свирская правда»). 
Газета — победитель различных областных и общероссийских творческих конкурсов, является составной частью информационно-полиграфического комплекса «Свирские огни».
Газета издаётся на русском языке, распространяются как через сеть киосков, так и по подписке. В ней присутствует информация об экономических, финансовых и политических событиях города Подпорожье, Ленинградской области и Северо-Западного федерального округа, а также программа телепередач.

### На 2025 год
Газета выходит один раз в неделю, по пятницам.
Тираж газеты: 2200 экземпляров.

## Главные редакторы
- С 1949 года — Лидия Парменовна Фоминых[3].
- С апреля 1965 года — Михаил Алексеевич Филичев[4].
- С 1984 года — Михаил Николаевич Альшевский[5][6].
- С 2000 года — Пётр Александрович Васильев, член Союза писателей России.
- С 2012 года — Вера Борисовна Кемпи[7].
- С февраля 2021 года — Татьяна Валентиновна Догадина[8].

## Интересные факты
В 1970-1980-е годы тираж газеты поднимался до 11 тысяч экземпляров.